# Gypsys, Tramps and Thieves
Pour les articles homonymes, voir Gypsy.
Singles de Cher
For What It's Worth
(1969) The Way of Love
(1972)
Gypsys, Tramps and Thieves est une chanson de l'artiste américaine Cher issue de son septième album studio Chér (en) (également paru sous le titre Gypsys, Tramps and Thieves). Elle sort en single en 1971 sous le label Kapp Records. Elle est la première chanson à retourner dans le top 10 du Billboard Hot 100, quatre ans après You Better Sit Down Kids.

## Performance dans les hits-parades
| Classement (1971)                          | Meilleure position |
| ------------------------------------------ | ------------------ |
| Allemagne (Media Control AG)               | 25                 |
| Belgique (Flandre Ultratop 50 Singles)     | 27                 |
| Canada (RPM Top 100 Singles)               | 1                  |
| Irlande (Irish Recorded Music Association) | 3                  |
| Pays-Bas (Nederlandse Top 40)              | 25                 |
| Royaume-Uni (UK Singles Chart)             | 4                  |
| États-Unis (Hot 100)                       | 1                  |